# Saint-Juvin
Saint-Juvin és un municipi francès situat al departament de les Ardenes i a la regió del Gran Est. L'any 2007 tenia 111 habitants.

## Demografia

### Població
El 2007 la població de fet de Saint-Juvin era de 111 persones. Hi havia 44 famílies de les quals 16 eren unipersonals (8 homes vivint sols i 8 dones vivint soles), 12 parelles sense fills i 16 parelles amb fills.
La població ha evolucionat segons el següent gràfic:
Habitants censats

### Habitatges
El 2007 hi havia 65 habitatges, 45 eren l'habitatge principal de la família, 10 eren segones residències i 10 estaven desocupats. Tots els 65 habitatges eren cases. Dels 45 habitatges principals, 37 estaven ocupats pels seus propietaris, 7 estaven llogats i ocupats pels llogaters i 1 estava cedit a títol gratuït; 2 tenien dues cambres, 2 en tenien tres, 5 en tenien quatre i 36 en tenien cinc o més. 36 habitatges disposaven pel capbaix d'una plaça de pàrquing. A 25 habitatges hi havia un automòbil i a 16 n'hi havia dos o més.

### Piràmide de població
La piràmide de població per edats i sexe el 2009 era:
| Homes | Edats   | Dones |
| ----- | ------- | ----- |
| 0     | 95 o +  | 0     |
| 0     | 90 a 94 | 4     |
| 0     | 85 a 89 | 4     |
| 0     | 80 a 84 | 0     |
| 8     | 75 a 79 | 0     |
| 4     | 70 a 74 | 8     |
| 4     | 65 a 69 | 8     |
| 0     | 60 a 64 | 0     |
| 4     | 55 a 59 | 0     |
| 0     | 50 a 54 | 4     |
| 0     | 45 a 49 | 0     |
| 8     | 40 a 44 | 0     |
| 0     | 35 a 39 | 8     |
| 12    | 30 a 34 | 8     |
| 12    | 25 a 29 | 4     |
| 0     | 20 a 24 | 0     |
| 16    | 15 a 19 | 0     |
| 4     | 10 a 14 | 8     |
| 4     | 5 a 9   | 12    |
| 12    | 0 a 4   | 0     |

## Economia
El 2007 la població en edat de treballar era de 68 persones, 50 eren actives i 18 eren inactives. De les 50 persones actives 45 estaven ocupades (28 homes i 17 dones) i 5 estaven aturades (3 homes i 2 dones). De les 18 persones inactives 5 estaven jubilades, 4 estaven estudiant i 9 estaven classificades com a «altres inactius».
Activitats econòmiques
L'únic establiment que hi havia el 2007 era d'una empresa extractiva.
L'any 2000 a Saint-Juvin hi havia 7 explotacions agrícoles.

## Poblacions més properes
El següent diagrama mostra les poblacions més properes.